# José Cardozo
José Cardozo, född den 19 mars 1971 i Nueva Italia, Paraguay, är en paraguayansk fotbollstränare och före detta spelare. Vid fotbollsturneringen under OS 2004 i Aten deltog han det paraguayanska U23-laget som tog silver. 